# Schistosoma mekongi
Espèce
Schistosoma mekongi est une espèce de vers plats parasites, appartenant à l’embranchement des Plathelminthes (vers plats non segmentés), à la classe des Trématodes (appareil digestif avec cæcum), à l’ordre des Strigeatida (ventouses ventrale et buccale), la famille des Schistosomatidés (cercaires libres) et enfin au genre Schistosoma, car l’hôte définitif est un mammifère.
Ce ver est responsable de la bilharziose, sous sa forme intestinale avec complications artério-veineuses.

## Systématique
Le nom valide complet (avec auteur) de ce taxon est Schistosoma mekongi Voge (d), Bruckner & Bruce, 1978.

### Publication originale
- (en) Marietta Voge, David Bruckner et John I. Bruce, « Schistosoma mekongi sp. n. from Man and Animals, Compared with Four Geographic Strains of Schistosoma japonicum », Journal of Parasitology, août 1978, vol. 64, n. 4, p. 577-584, JSTOR:3279936.